# Tollwitz
Tollwitz este o comună din landul Saxonia-Anhalt, Germania.